# Leda (Mythologie)

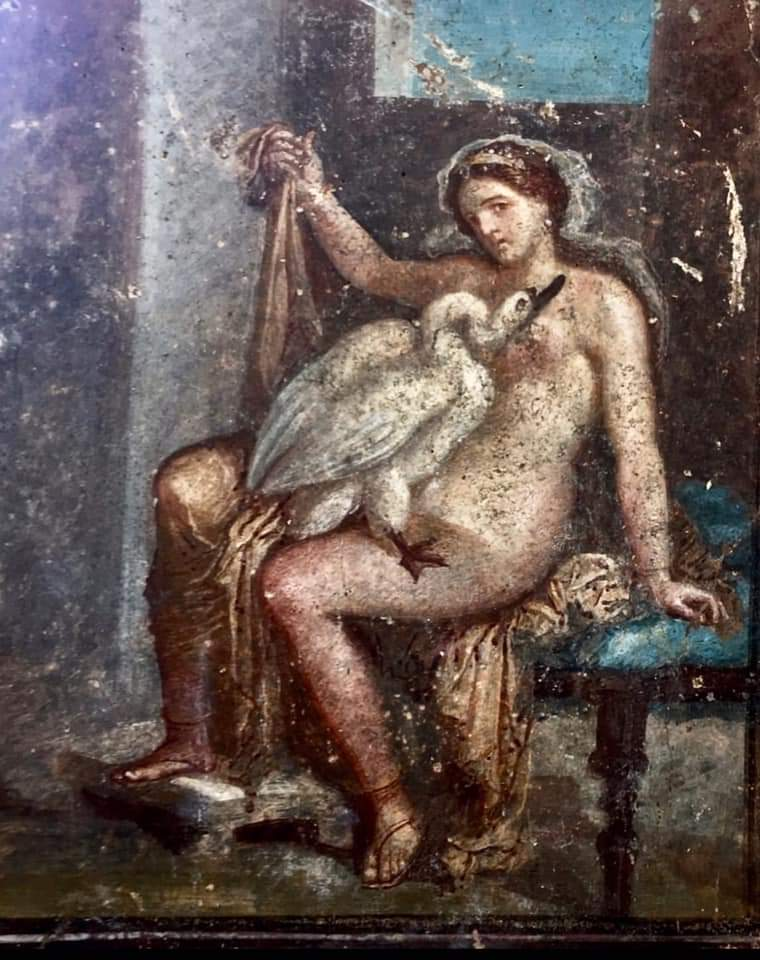
Leda mit dem Schwan, antikes Fresko aus Pompeji

Leda (altgriechisch Λήδα Lḗda) ist in der griechischen Mythologie die Tochter des ätolischen Königs Thestios und der Eurythemis. Ihre Schwestern sind Althaia und Hypermestra. Sie war die Gemahlin des spartanischen Königs Tyndareos und die Mutter der Helena.

## Mythos
Zeus verliebte sich in Leda. Er näherte sich ihr in der Gestalt eines Schwanes und schwängerte sie. Doch auch Ledas Mann Tyndareos schlief in dieser Nacht mit ihr. Leda gebar zwei Eier mit vier Kindern – von Zeus Helena und Polydeukes (lateinisch Pollux), von Tyndareos Klytaimnestra und Kastor, weswegen erstere unsterblich, letztere dagegen sterblich waren. In einigen Versionen ist es nur Helena, die aus einem Ei schlüpft, in anderen werden Kastor und Polydeukes aus demselben Ei geboren.
Helena, wegen ihrer Schönheit berühmt, heiratete den spartanischen König Menelaos und wurde später von Paris nach Troja entführt; Klytaimnestra hingegen ehelichte Menelaos’ Bruder Agamemnon, König zu Mykene, der dann den Feldzug der Griechen gegen Troja anführte, um Helena wiederzugewinnen.
Kastor und Polydeukes werden als die Dioskuren („Zeusjünglinge“) bezeichnet (siehe Kouros) und als göttliche Helfer der Schifffahrt verehrt.
Eine andere Version besagt, dass das göttliche Ei von der Rachegöttin Nemesis, die den Atriden feindlich gesinnt war, der Leda untergeschoben wurde und diese somit nur die Milchmutter der Helena gewesen sei.
In der Kunstgeschichte war Leda mit dem Schwan lange ein beliebtes erotisches Motiv. Ein berühmtes Gemälde der Leda schuf Michelangelo um 1530; es ging aber verloren.
Die Geschichte von Zeus und Leda wurde schon in ältesten Zeiten in einer anderen Version überliefert, nach der sich Zeus nicht in Leda, sondern in Nemesis  verliebt habe. Um den Nachstellungen des Liebhabers zu entkommen, verwandelte Nemesis sich in vielerlei Tiere, zuletzt in eine Gans. Sogleich war Zeus in Gestalt eines schönen Schwanes zur Stelle, verführte und schwängerte sie.

## Galerie

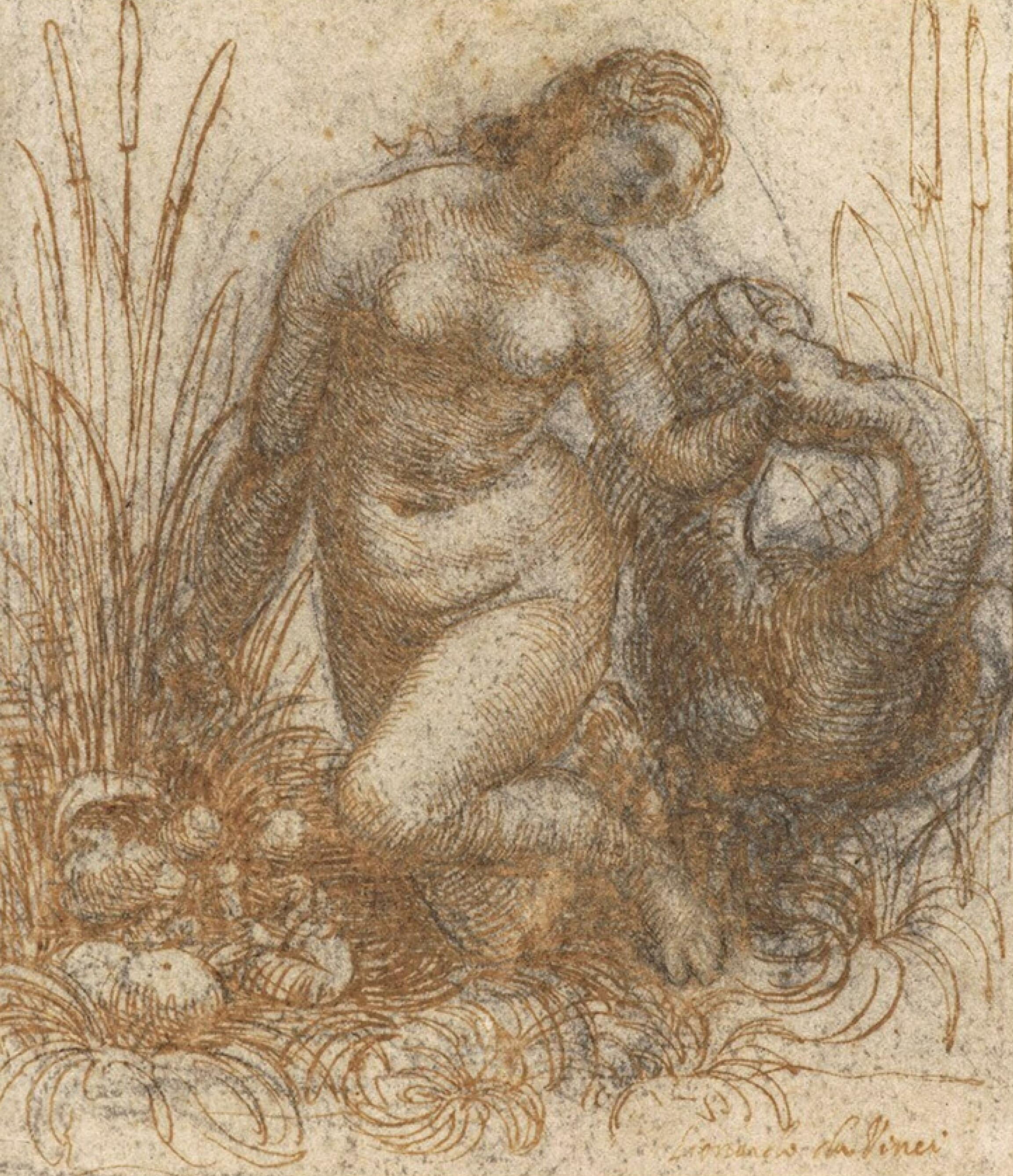
Studie von Leonardo da Vinci zu einem heute verlorenen Gemälde, das zwischen 1503 und 1507 entstand
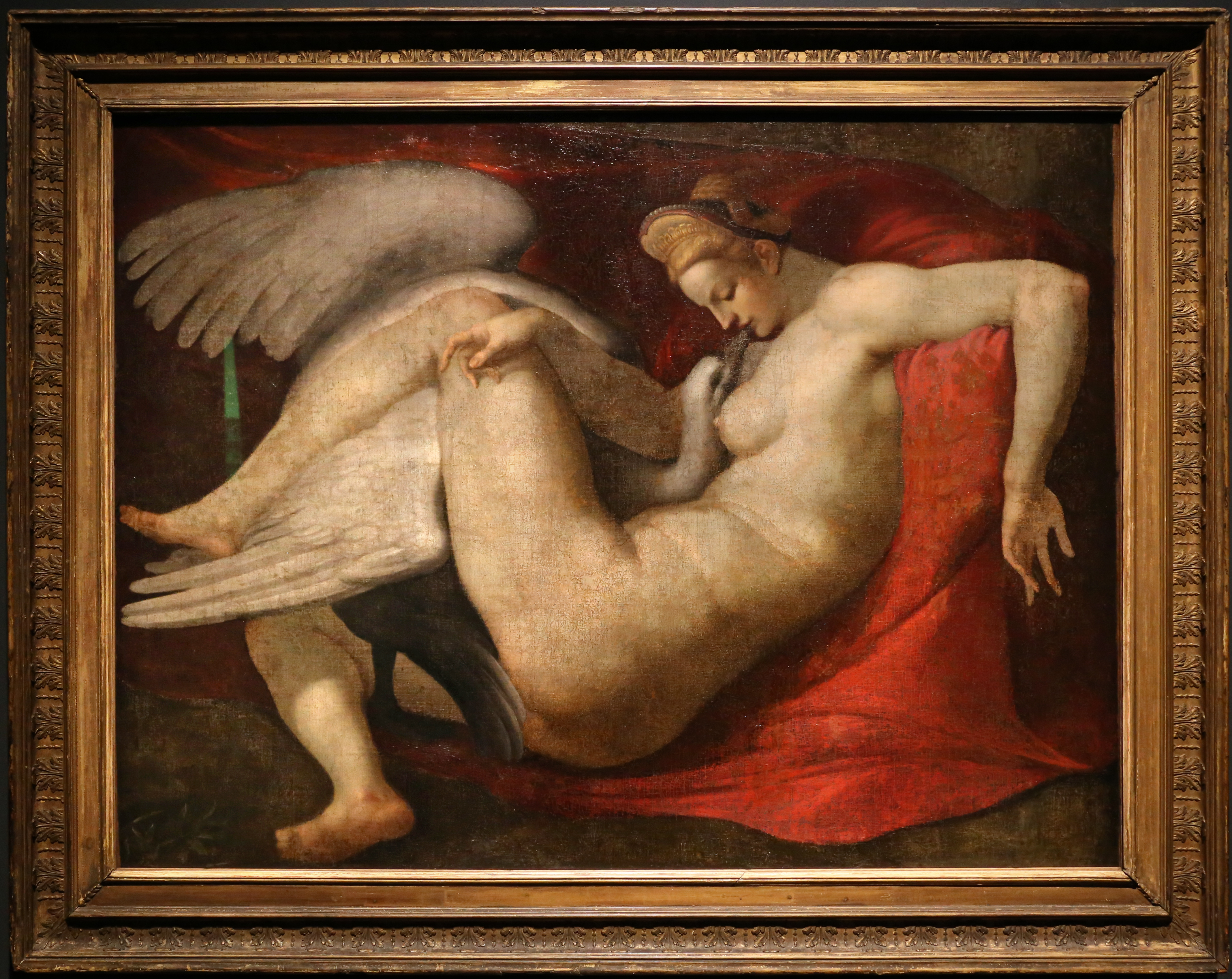
Kopie des verlorenen Gemäldes von Michelangelo.
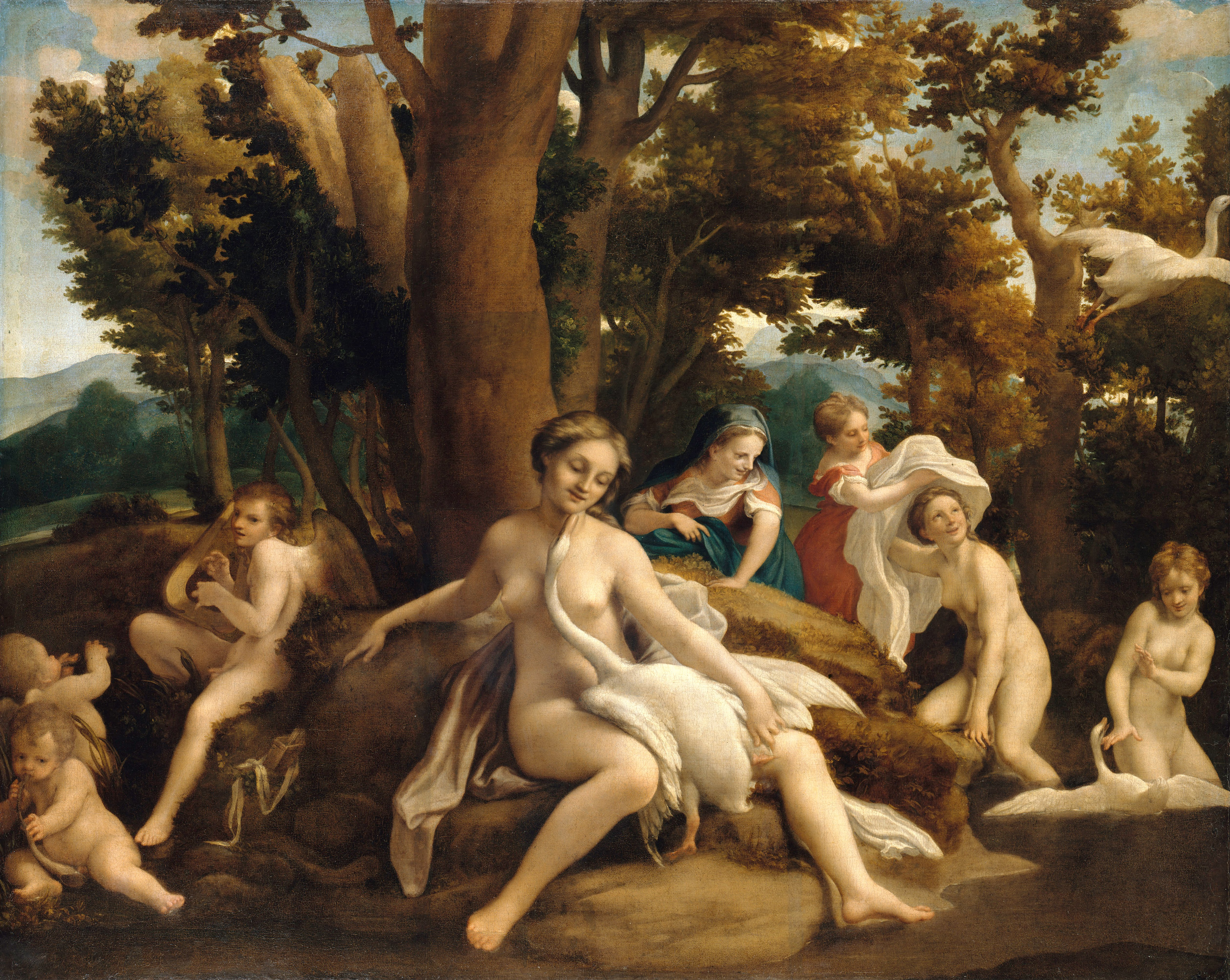
Gemälde von Correggio etwa aus dem Jahr 1532
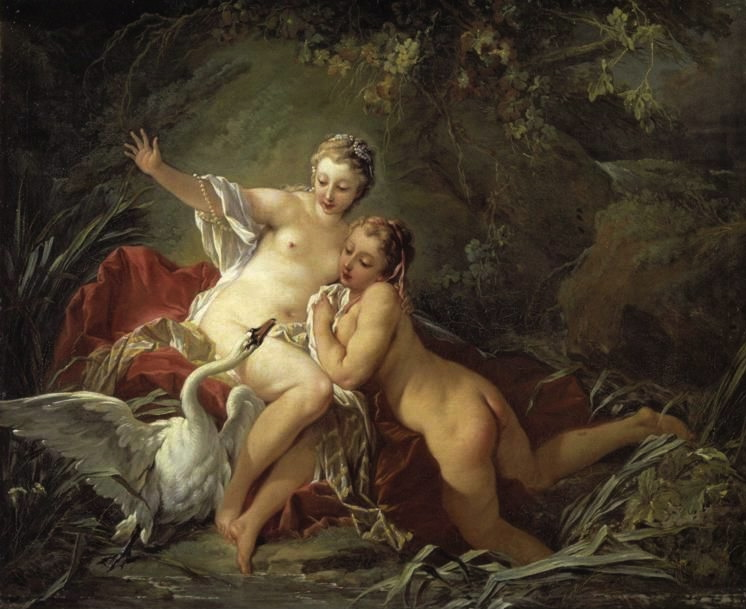
Gemälde von François Boucher aus dem Jahr 1742
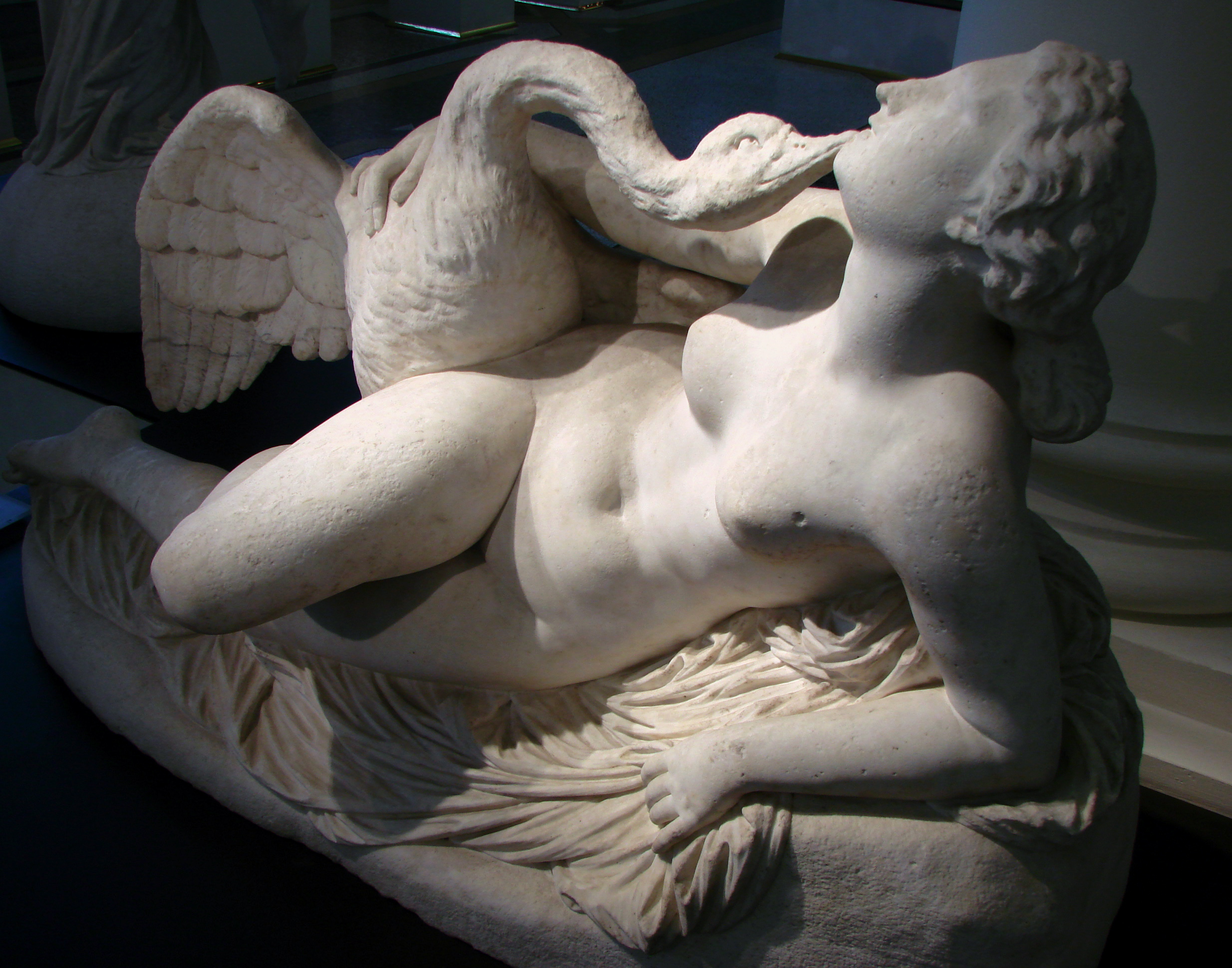
Skulptur des französischen Bildhauers Auguste Clésinger aus dem Jahr 1864
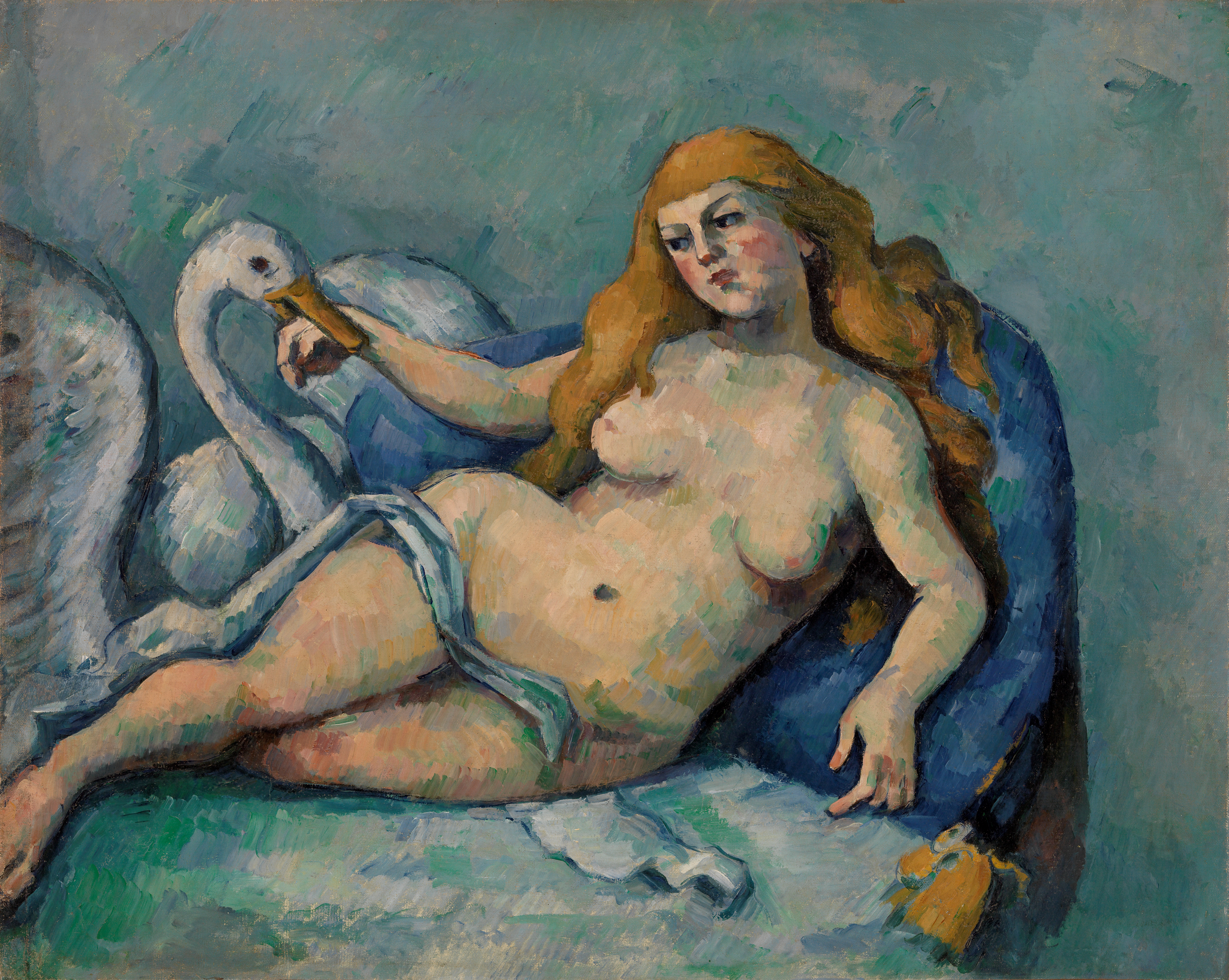
Gemälde von Paul Cezanne, aus den Jahren 1880–1882
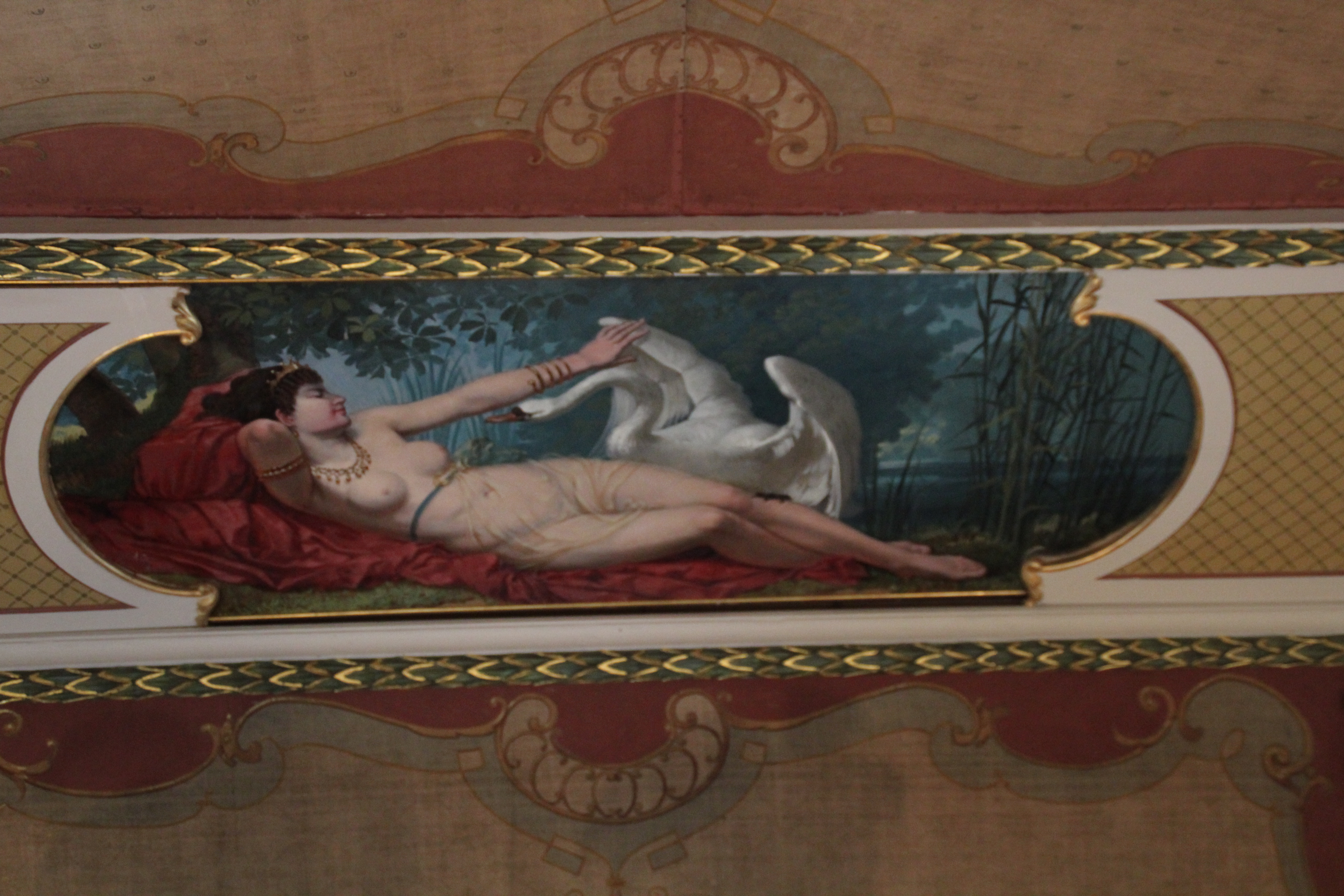
Detail eines Prunkschlafzimmers aus dem Barock (Schloss Burgk)
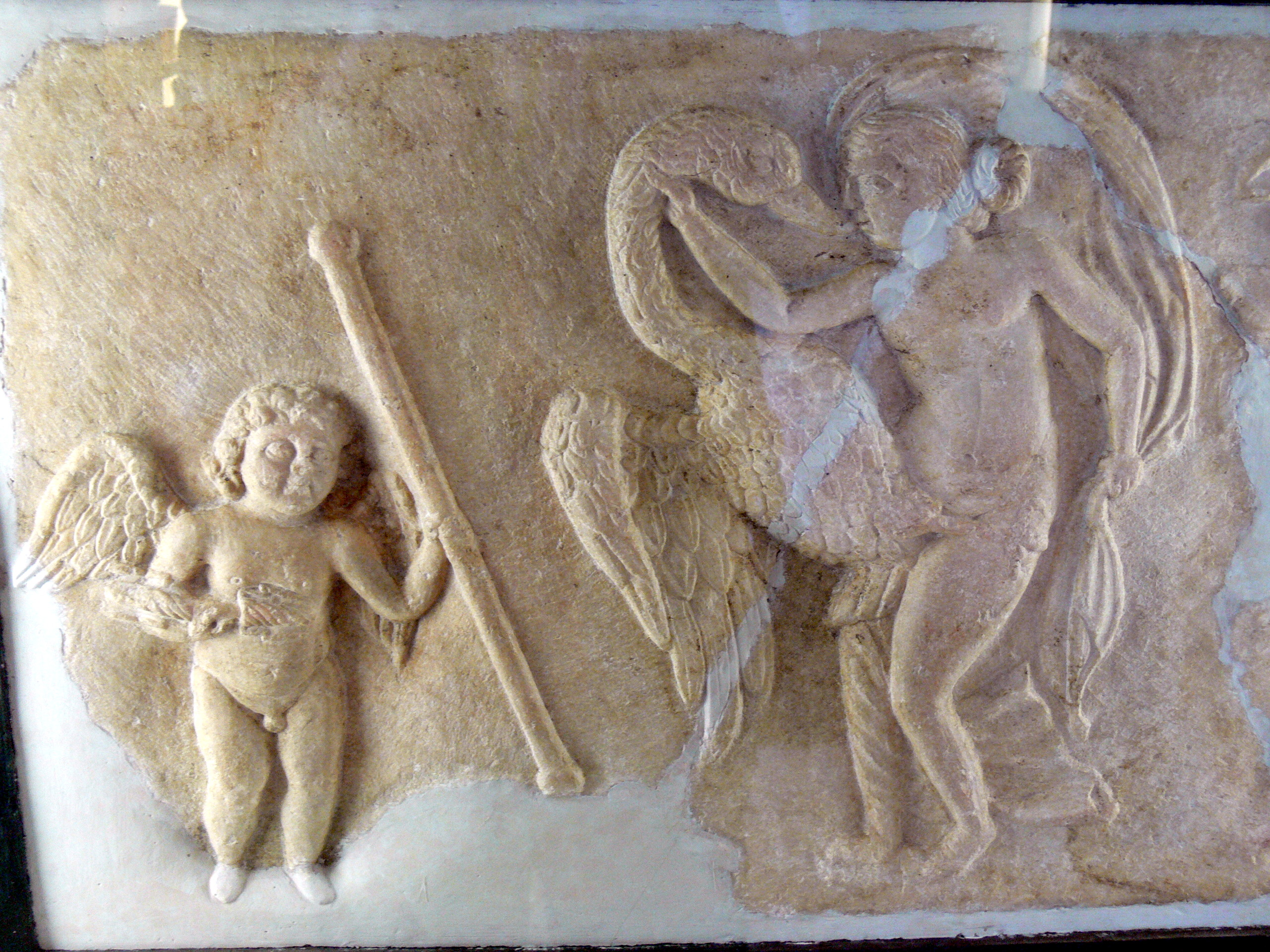
Römisches Relief der Leda (Schlossmuseum Linz)
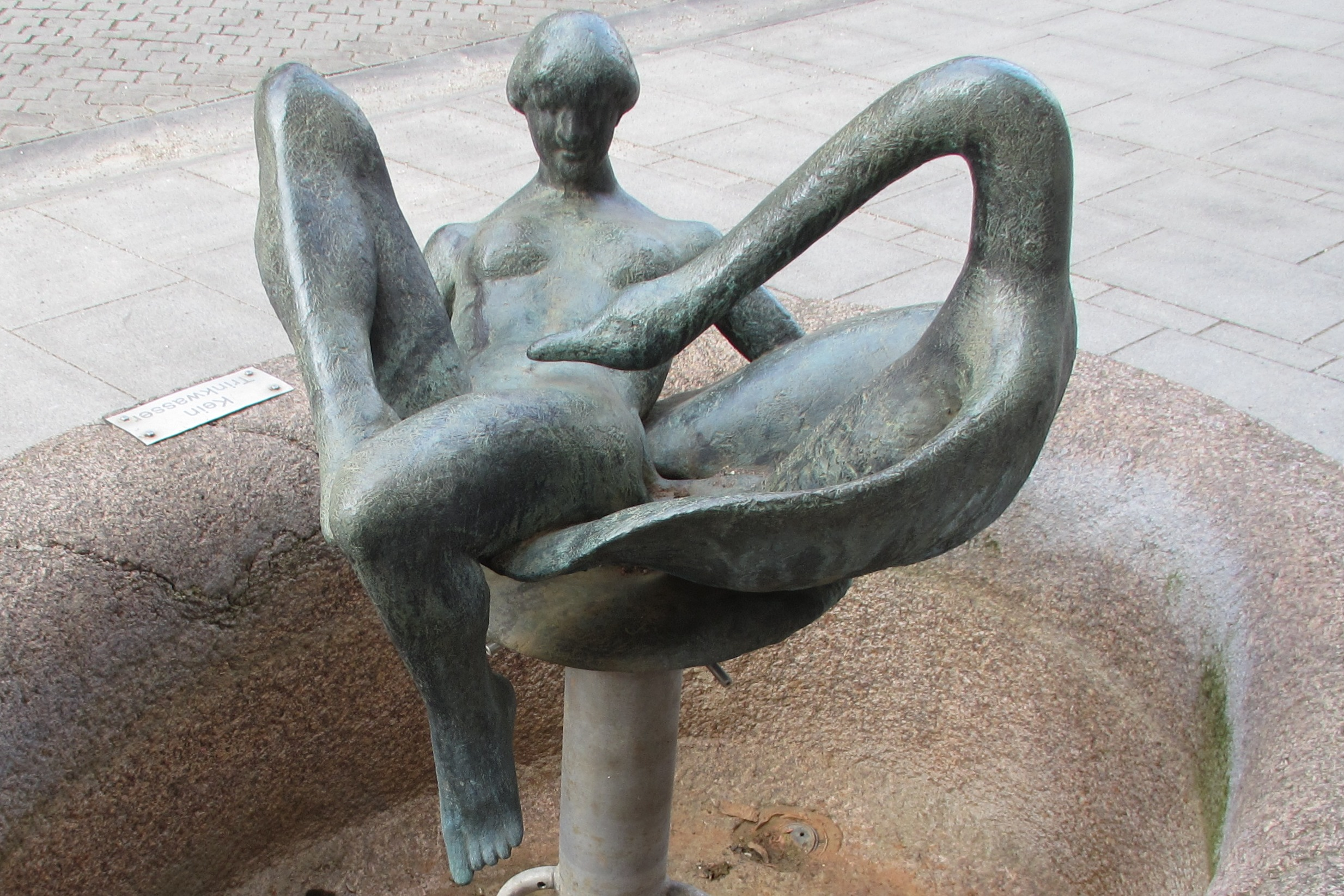
Brunnen in Prenzlau
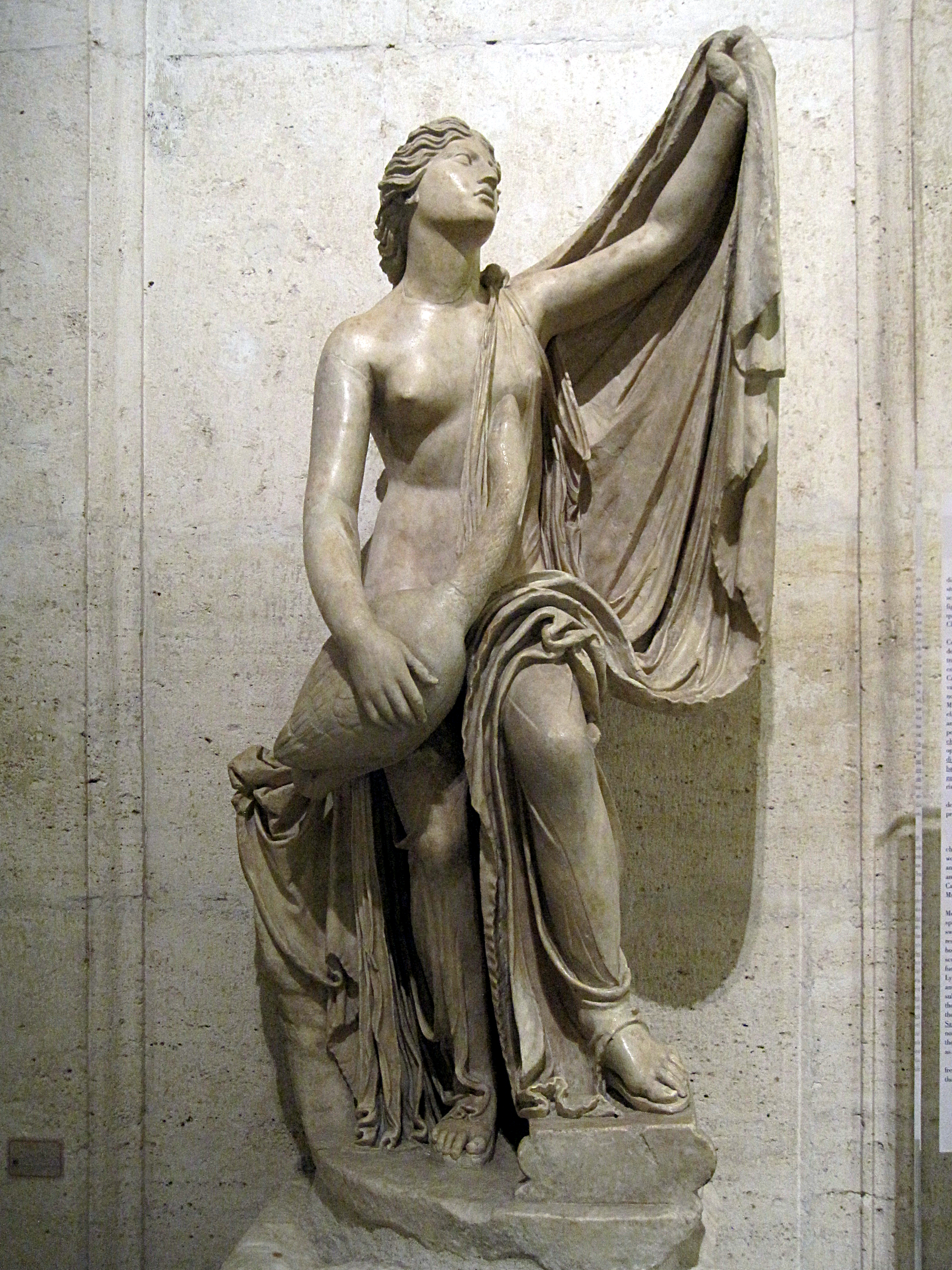
Römische Kopie einer griechischen Skulptur des vierten Jahrhunderts v. Chr., Kapitolinische Museen
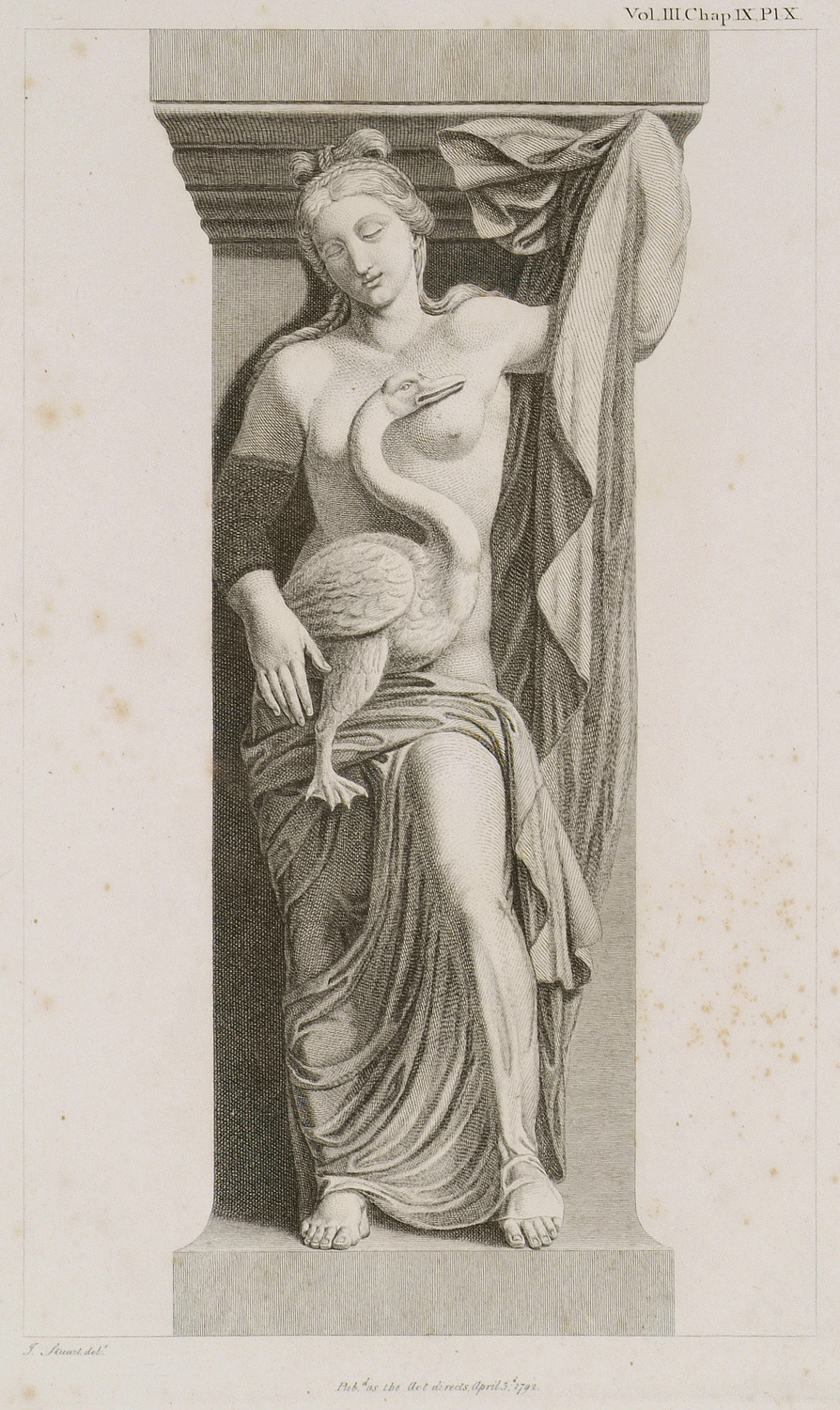
Kupferstich (1794) der Leda aus der Skulpturengruppe Las Incantadas, heute im Louvre